# .kiwi
.kiwi هو نطاق مستوى أعلى عام للإنترنت يستخدم للتركيز على نيوزيلندا. اسمهُ مأخوذ مِن المُصطلح العامّي «الكيوي»، المستخدم للإشارة إلى النيوزيلنديين. هذا النطاق مُوجه لنيوزيلندا فقط.

## تاريخ
ذكرت بعض المصادر أنَّ «شركة Dot Kiwi Limited أنفقت مبلغ سبعة ملايين دولار لتأمين هذا النطاق خصيصًا من شركة الإنترنت للأسماء والأرقام المخصصة».
تم إطلاق النطاق خلال فترة لاندروش ‏ في مارس 2014 بعد عامين من التخطيط لهُ مُباشرة.
في مايو 2014، بعد وقت قصير مِن إطلاقه، تم تنشيط حوالي 4600 موقع ويب يحمل اسم هذا النطاق. اعتبارًا من الذكرى السنوية الأولى في 1 مايو 2015، تم تسجيل 12000 موقع يحمل اسم هذا النطاق. تدعي الشركة المؤسسة للنطاق بأنَّه «كان ضمن أعلى 25 في المائة من المجالات الجديدة التي أصدرتها آيكان».
يجب التمييز بين نطاق المستوى الأعلى «.kiwi» و «.kiwi.nz»، الذي تم إطلاقه كنطاق جديد ضمن نطاق المستوى الأعلى (أي أنهُ نطاق مستوى ثاني تابع لنطاق .nz في أغسطس 2012).
يتم توفير الواجهة الخلفية الفنية بواسطة منتج خاص بالنطاق يسمى Fury وهذه الواجهة تابِعة لسلطة تسجيل الإنترنت الكندية حصرًا.

## مُلاحظات
1. ↑  علمًا أنَّ النطاق الخاص بنيوزيلندا هو .nz ولكن هذا النطاق هو نطاق رئيسي أخر